# Ильина, Татьяна Валериановна
Татья́на Валериа́новна Ильина́ (21 января 1934 — 26 октября 2020, Санкт-Петербург) — советский и российский искусствовед, исследователь русского искусства XVIII века. Доктор искусствоведения (1981), почётный профессор СПбГУ (2013), с 1996 года заведующая кафедрой истории искусства, а в 2006—2011 годах заведующая кафедрой истории русского искусства СПбГУ. Автор учебников по истории изобразительного искусства.

## Биография
Происходит из дворянской семьи картографов Ильиных. Отец её, Ильин Валериан Дмитриевич, участник Гражданской войны в белых войсках Восточного фронта, поручик, в 1938 году был репрессирован и расстрелян.
Выпускница кафедры истории искусства исторического факультета ЛГУ, где училась в 1951—1956 годах. В 1958—1962 годах — аспирантка родной кафедры. Стажировалась в Болгарии. После аспирантуры под руководством М. К. Каргера в 1963 году защитила кандидатскую диссертацию по древнерусской книжной миниатюре.
С 1958 года преподаёт историю мирового и русского искусства на кафедрах режиссуры музыкального театра и режиссуры балета в Санкт-Петербургской консерватории. Среди её учеников — мастера русского балета XX века Ирина Колпакова, Нинель Кургапкина, Борис Эйфман, Николай Боярчиков, Галина Мезенцева, Габриэла Комлева, Никита Долгушин, Леонид Лебедев, Георгий Алексидзе, Георгий Ковтун, Александр Полубенцев, Мария Большакова и др., известные режиссёры — Станислав Гаудасинский, Юрий Александров, Алексей Степанюк, Александр Петров, Иркин Габитов, Ирина Тайманова, Вадим Милков-Товстоногов и др.
С 1967 года преподаёт на кафедре истории искусства ЛГУ (СПбГУ). В 1980 году на основе монографии «И. Я. Вишняков. Жизнь и творчество» (М.: Искусство, 1979) защитила докторскую диссертацию «И. Я. Вишняков. К вопросу о месте портрета в русской живописи XVIII в.», в 1984 году присвоено звание профессора.
В 1996—2006 годах заведовала кафедрой истории искусства, а с её разделением — в 2006—2011 годах заведующая кафедрой истории русского искусства СПбГУ. До конца жизни она возглавляла научное направление по искусству России XVIII столетия в Университете.
Член диссертационных советов исторического факультета СПбГУ (до июня 2012 года), Академии художеств (ГАИЖСА им. И. Е. Репина) и Санкт-Петербургской консерватории. Под её научным руководством были защищены около 30 кандидатских и 3 докторские диссертаций по искусствоведению.
С 2010 года — организатор и постоянный куратор международной конференции «Актуальные проблемы теории и истории искусства». С 2014 года по инициативе учеников Т. В. Ильиной в СПбГУ проводятся научные «Татьянинские чтения», посвящённые вопросам изучения русского искусства XVIII века.
Член Санкт-Петербургского Союза художников с 1960 года и Международной ассоциации искусствоведов АИС.
Лауреатка Ломоносовской премии. В 2009 году награждена нагрудным знаком «Почетный работник высшего профессионального образования Российской Федерации».
Автор 9 монографий, 12 учебников и более 100 статей по искусству России и Западной Европы. Её учебники входят в число самых популярных учебно-просветительских изданий в области искусствознания и неоднократно переиздавались. В своих монографиях о русских художниках И. Я. Вишнякове и А. М. Матвееве Т. В. Ильина впервые вводит публикации технико-технологических исследований в рамках искусствоведческой работы, применительно к русской живописи XVIII столетия.
Была замужем за историком и писателем С. Н. Семановым. Дочь — Мария Сергеевна Фомина, искусствовед, журналист.

## Память
- С 2014 г. один раз в 5 лет Санкт-Петербургский университет проводит научную конференцию «Татьянинские чтения» в память Т. В. Ильиной[13][14].
- Личная библиотека Т. В. Ильиной с 2024 г. составила мемориальный раздел Научной библиотека ГМЗ «Петергоф»[15].

## Избранные труды
1. Ильина Т. В., Фомина М. С. Отечественное искусство от Крещения Руси до начала III тысячелетия. 6-е изд., пер. и доп. Учебник для академического бакалавриата. Москва: Юрайт, 2015. 501 с.
2. Т. В. Ильина, М. С. Фомина. История искусства Западной Европы. От Античности до наших дней : учебник для вузов  Москва : Издательство Юрайт. 2019.
3. Ильина Т. В., Станюкович-Денисова Е. Ю. Русское искусство XVIII века. + CD. Учебник для бакалавриата и магистратуры. Москва: Юрайт, 2015. 611 с.
4. Ильина Т. В. Из предложенного мне интервью со студентами // Наш дом на Менделеевской, 5: Воспоминания универсантов-историков. Санкт-Петербург: Скифия-принт, 2015. С. 17-34.
5. Ильина Т. В. Всем сердцем люблю тебя, кафедра. // Здесь музыка венчает танец. Юбилейный сборник, посвященный кафедре хореографии Санкт-Петербургской государственной консерватории им. Н. А. Римского-Корсакова. Санкт-Петербург: Изд. СПб консерватории, 2014. С. 42-47.
6. Ильина Т. В. Национальное своеобразие русского искусства XVIII века и его место среди европейских школ. Учебно-методическое пособие с указателем рекомендованной литературы. Санкт-Петербург: Полиграф. база ист. фак-та СПбГУ, 2012. 100 с.
7. Ильина Т. В. История искусства Западной Европы от Античности до наших дней: учебник для бакалавров для высших учебных заведений [базовый курс]. Москва: Юрайт, 2013. 435 с.
8. Ильина Т. В. «На переломе». Русское искусство середины XVIII в. К 300-летию со дня рождения императрицы Елизаветы Петровны. Санкт-Петербург: Издательство Санкт-Петербургского университета, 2010. 237 с.
9. Ильина Т. В. История искусств: учебник для высших учебных заведений. Отечественное искусство. Изд. 4-е, стер. Москва : Высшая школа, 2009. 405, [2] с.
10. Ильина Т. В. История искусств: учебник для высших учебных заведений. Западноевропейское искусство. Изд. 4-е, стер. Москва : Высшая школа, 2008. 368 с.
11. Ильина Т. В. О моем учителе // «Золотой осьмнадцатый…». Русское искусство в современном отечественном искусствознании. Сб. статей / Под ред. Т. В. Ильиной и др. Санкт-Петербург, 2006. С. 82-89.
12. Ильина Т. В. Изобразительное искусство: от техники к образу. Фонд поколений Ханты-Мансийского автономного округа — Югры. Санкт-Петербург: Методологический консультационный центр, 2006. 279 с.
13. Ильина Т. В. Кафедра истории искусства // Исторический факультет СПбГУ 1937—2004. Сборник очерков / Отв. ред. А. Ю. Дворниченко. Санкт-Петербург: Изд. СПбГУ, 2004. С.352-379
14. Ильина Т. В., Щербакова М. Н. Русский XVIII век: изобразительное искусство и музыка. Учебное издание для вузов. Москва: Дрофа, 2004. , 511, [1] с.
15. Ильина Т. В. Введение в искусствознание. Учебное издание для студентов высших учебных заведений. Москва: АСТ-Астрель, 2003. 206 с.
16. Ильина Т. В. Русское искусство XVIII века. Учебник для студентов вузов. Москва: Высшая школа, 1999, 2000, 2001. 399 с.
17. Ильина Т. В. Георгий Ефимович Лебедев // Вестник С.-Петербургского ун-та. 1996. Серия 2. Вып. 2. С. 20-24.
18. Ильина Т. В. Шедевры русской живописи в музеях СССР. Ленинград: Аврора, 1990. 296 с.
19. Ильина Т. В. История искусств. Русское и советское изобразительное искусство. Учебник для студентов, обучающихся по специальности «Журналистика». Москва: Высшая школа, 1989. 399 с.
20. Ильина Т. В. Новое о монументально-декоративной живописи XVIII века. (Триумфальные ворота 1732 года) // Вопросы отечественного и зарубежного искусства. Вып. 3. Отечественное и зарубежное искусство XVIII века. Основные проблемы. Ленинград: Издательство Ленинградского университета, 1986. С. 13-24.
21. Ильина Т. В., Римская-Корсакова С. В. Андрей Матвеев. Москва: Искусство, 1984. 320 с.
22. Ильина Т. В. И. Я. Вишняков. Жизнь и творчество. К проблеме портретного жанра в русском искусстве середины XVIII века. Москва: Искусство, 1979. 207 с.
23. Ильина Т. В. К вопросу о русском пенсионерстве в петровское время // Проблемы развития русского искусства. Вып. 11. Ленинград: Институт жив., скульп. и арх. им. И. Е. Репина, 1979. С. 3-17.
24. Ильина Т. В. Декоративное оформление древнерусских книг. Новгород и Псков XII—XV вв. Ленинград: Изд. ЛГУ, 1978. 176 с.
25. Ильина Т. В. Игрушка — не игрушка (Игрушка как произведение прикладного искусства). Ленинград: Изд. ЛГУ, 1963. 71 с.
26. Илина Т. За графичната украса в блъгарските, сръбските и руските ръкописи в сбирките на Москва и Ленинград // Известия на Института за изобразителни изкуства. София, 1962. Кн. V. С. 90-93.